# جون وارويك
جون وارويك (بالإنجليزية: John Warwick)‏ هو ممثل أسترالي، ولد في 4 يناير 1905، وتوفي في 10 يناير 1972.

### المسيرة المهنية
كان لدى وارويك مسيرة مهنية واسعة النطاق لأكثر من 40 عامًا، حيث عمل في المسرح منذ أواخر العشرينيات من القرن الماضي وبدأ حياته المهنية في السينما الأسترالية في أوائل الثلاثينيات من القرن الماضي (يُنسب إليه تقديم إيرول فلين، وهو أحد معارفه الشخصية في سيدني، إلى التمثيل من خلال إحضاره إلى جلسة اختيار عندما تم تصوير In the Wake of the Bounty). بعد انتقاله إلى إنجلترا تم تدريبه كممثل في مسرح هاروغيت مع شركة المرجع "The White Rose Players"، انتقل بعد ذلك إلى السينما البريطانية في أواخر الثلاثينيات والأربعينيات من القرن الماضي، والتلفزيون من الخمسينيات. في الستينيات عاد إلى أستراليا وأنهى مسيرته في الدراما التلفزيونية والسينما هناك.

## وصلات خارجية
- جون وارويك على موقع IMDb (الإنجليزية)
- جون وارويك على موقع قاعدة بيانات الفيلم (الإنجليزية)